# Persona gusarapo

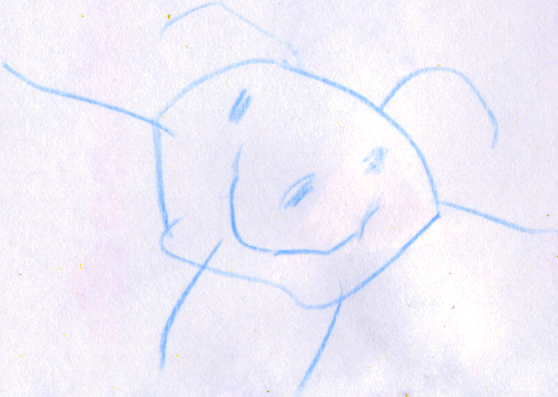
Un ejemplo de persona gusarapo en un dibujo de William Robinson, un niño de cuatro años y medio.

Una persona renacuajo o gusarapo    (del inglés tadpole person) o headfooter  (que podría traducirse con cierto grado de licencia como "cabezapié" o ''cabeza andante''), también referido como cefalópodo, es una representación muy simplificada de un ser humano como una figura sin torso, con los brazos y piernas directamente unidos a la cabeza / rostro.    
Estos seres suelen aparecer en las creaciones de niños pequeños antes de que sepan dibujar torsos, en la llamada etapa pre-esquemática, inmediatamente posterior al garabato pero previa al aprendizaje que les llevará progresivamente hacia opciones más realistas como los monigotes o figuras de palo. Manos y pies por lo general también se omiten.

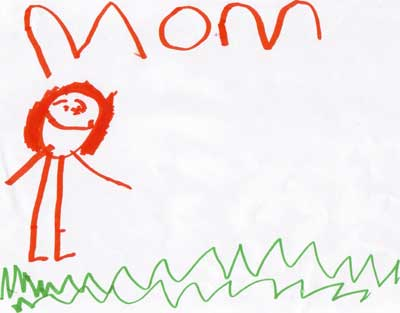
Retrato de su madre realizado por Lexi, de tres años.

De hecho, los niños en edad preescolar (hasta cinco años) que dan forma a estos gusarapos tienden a obviar por completo el torso al punto de hacerlo incluso cuando se les indica que incluyan elementos propios de éste, como el ombligo; en vez, esos detalles acaban integrándose de manera anómala en el espacio disponible sin alterar la silueta de la cabeza, lo que confiere al resultado final su característica apariencia entre cómica y quimérica, fruto de la más pura espontaneidad.  

## Significado clínico

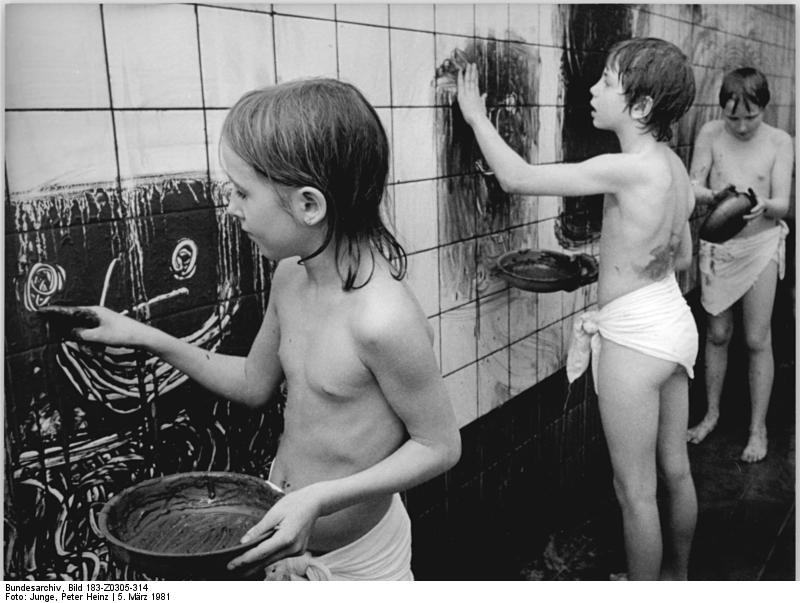
Grupo de niños siguen una terapia artística en el Hospital Psiquiátrico Charité de Berlín (1981). Sus dibujos recuerdan a los headfooter.

En pruebas cognitivas como el Test de Dibujo de la Figura Humana, la representación de gusarapos por parte de adultos puede indicar un deterioro cognitivo. Por ejemplo, se ha descrito que los pacientes con demencia tienden a expresarse en este sentido cuando se les pide que dibujen figuras humanas. De igual modo, a mediados del siglo XX se quiso establecer una correlación entre los dibujos de los niños y su desarrollo intelectual, rendimiento académico, problemas psicológicos... un interés reflejado en numerosos estudios que arrojaron, eso sí, resultados desiguales.

## Gusarapos en el Arte
Debido a su estrecha relación con las creaciones infantiles, así como con determinados desórdenes mentales, estas ''cabezas andantes'' pueden vincularse fácilmente al ámbito del Arte marginal e incluso, en su inocencia, al del Arte naíf. Las primeras obras, por ejemplo, del artista austriaco Oswald Tschirtner, diagnosticado con esquizofrenia, a menudo contenían personas gusarapo. No es insólito en ningún caso para la Historia del Arte que artistas de vanguardia y outsider se aproximen a veces a soluciones parecidas en diversas fases de sus carreras.

Igualmente en obras como El Juicio Final o el Tríptico de los Santos Ermitaños de El Bosco, artista sobre el que se ha especulado mucho acerca de un posible consumo accidental de cornezuelo de cebada (origen de la dietilamida de ácido lisérgico, más conocida como LSD) y de las consecuencias que dicho consumo habría tenido en su universo visual y salud mental, aparecen algunas criaturas que comparten características con los headfooters o cabezapiés.

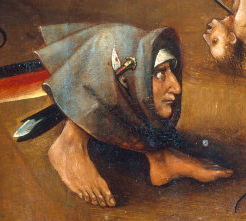
Detalle del panel central del tríptico El Juicio Final de Hieronymus Bosch, que muestra un personaje de cierta semejanza con un headfooter.

En un sentido más amplio, el fenómeno de las personas gusarapo o tipologías similares emanan de la eventual necesidad de sintetizar al máximo la expresión del cuerpo humano y sus rasgos esenciales, ya sea debido a la ausencia/desconocimiento de técnicas más elaboradas, por mera exploración estética o para solventar cuestiones de espacio, discurso, simbolismo, etc. De ahí que podamos encontrar múltiples concomitancias en ejemplos y contextos tan variados como las representaciones arcaicas de la diosa Baubo,los omnipresentes putti del arte cristiano, a menudo reducidos a cabezas flotantes aladas, virguerías del imaginario greco-latino como los blemias, los Kopffüßler (cefalópodos) que recorren la producción del contemporáneo Horst Antes, etc. Es algo que llevamos dentro desde el principio.

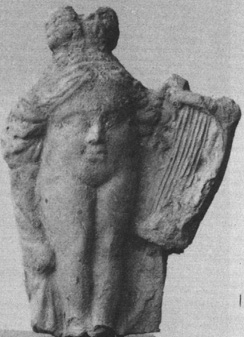
Figurita de terracota de Baubo donde rostro, cabello e incluso vulva, atributo indispensable del personaje, ocupan una misma cabeza de la que nacen directamente brazos y piernas.

Todavía hoy existe una pervivencia de este tipo de figura, especialmente afín por su naturaleza al mundo de la caricatura y los dibujos animados. Para muestra un ejemplo: el icónico Mike Wazowski de la película animada de Pixar Monsters, Inc.

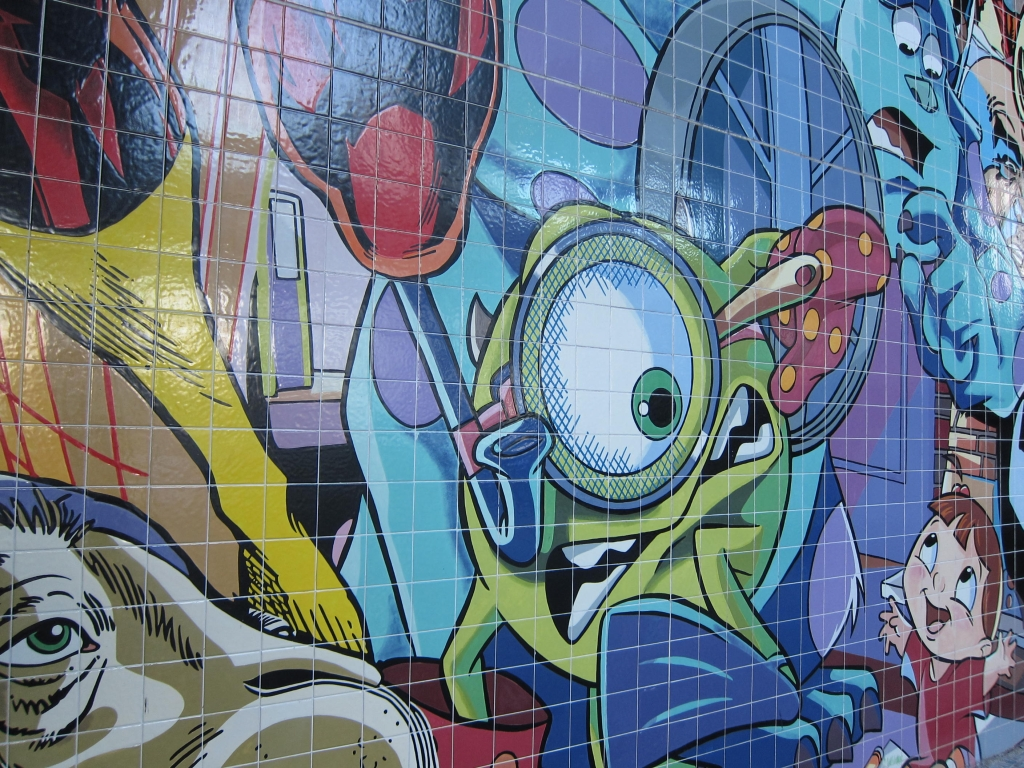
Imagen de Mike Wazowski en un mural cerámico del artista islandés Erró (2004).

## Galería

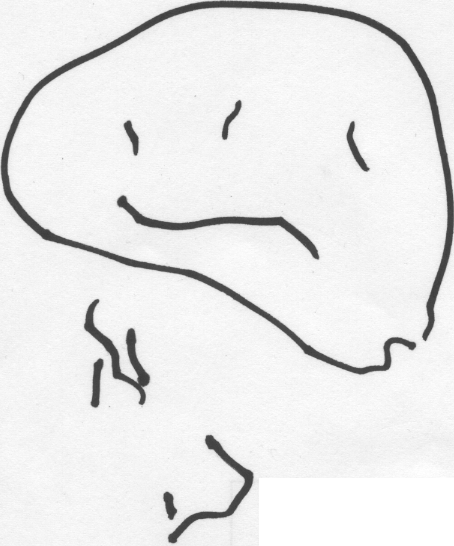
Cara ''sonriente'', obra de un niño de dos años y medio.
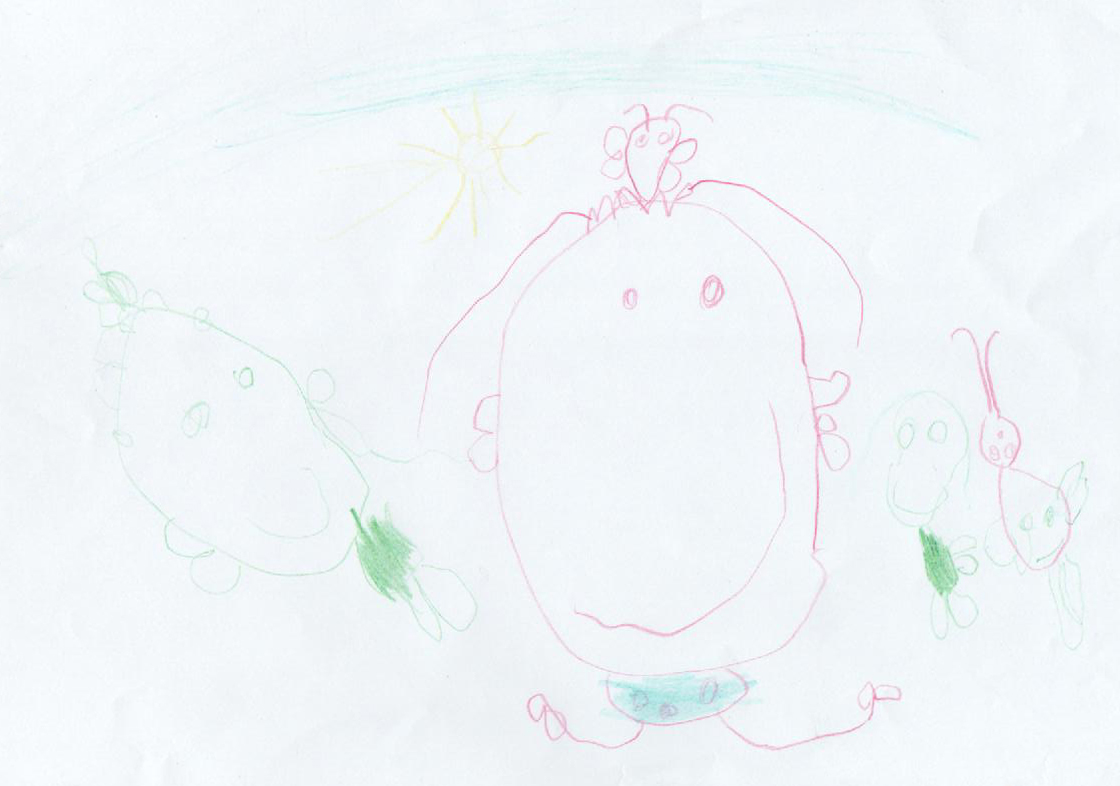
Autorretrato de una niña de tres años.
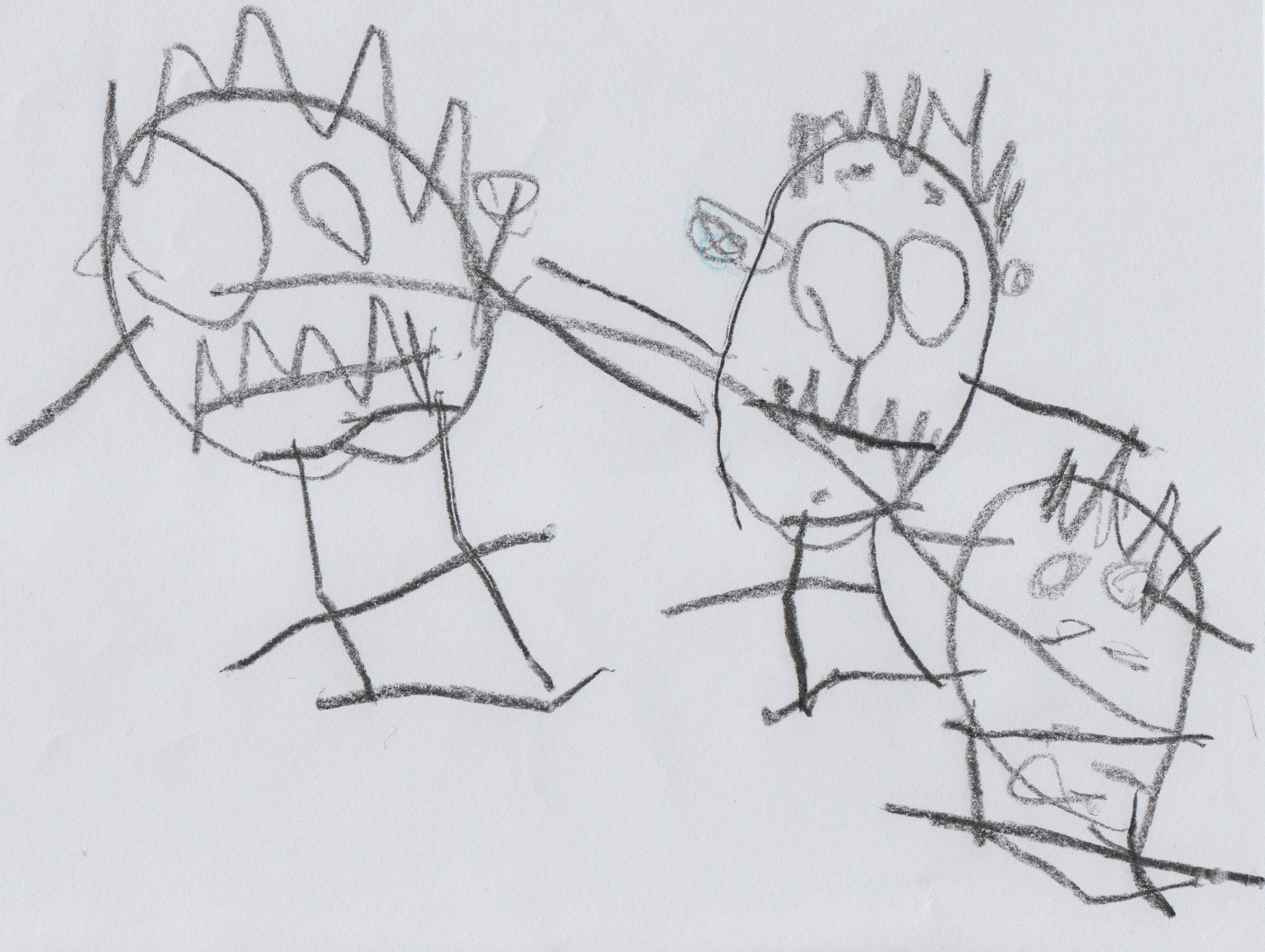
Retrato de una familia como gente gusarapo.
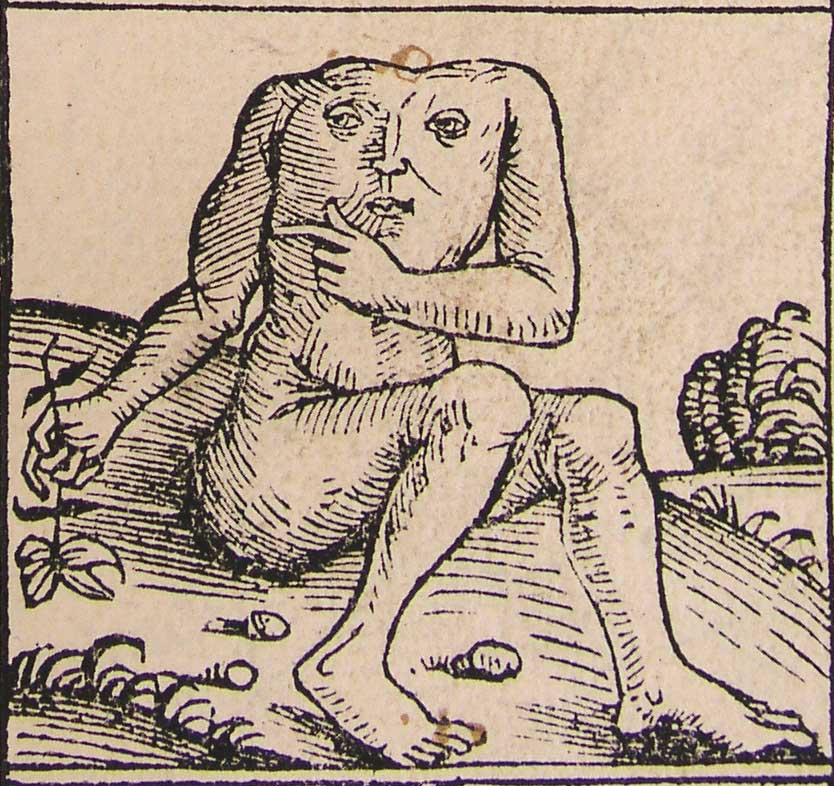
Un blemio, según las Crónicas de Nuremberg (1493)
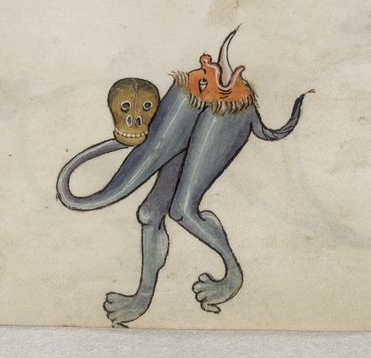
Detalle del Salterio de Luttrell (h.1320-40)
''Tríptico de los Santos Erminaños'', El Bosco (h.1493)
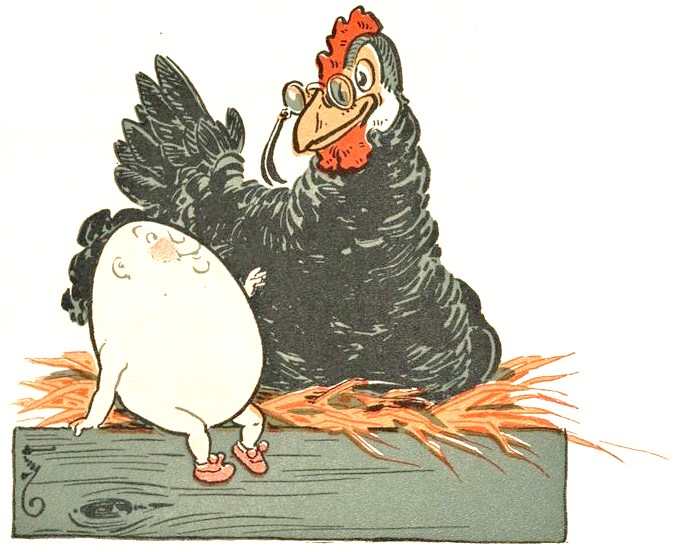
''Humpty Dumpty'', W. W. Denslow (1902)
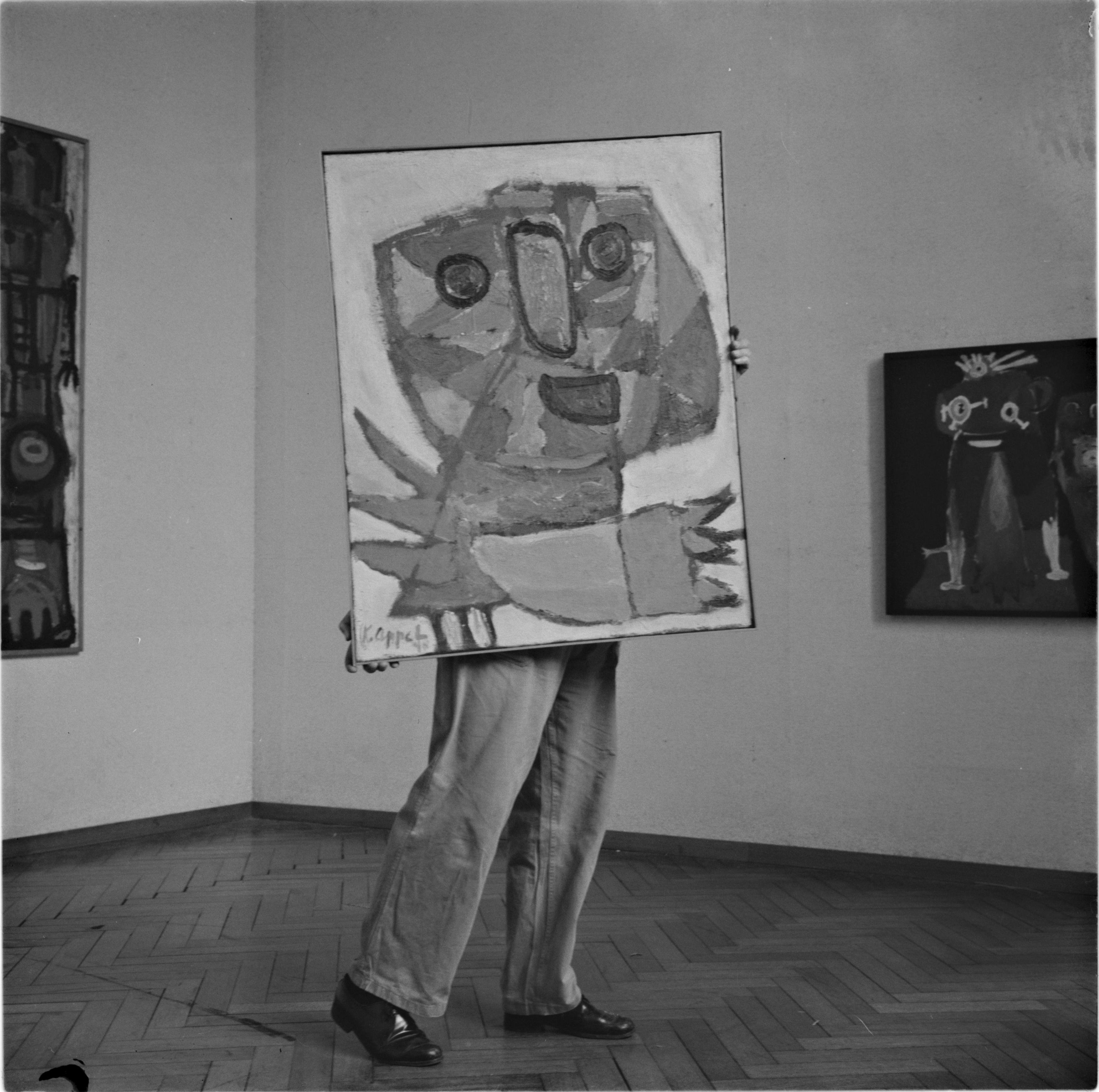
Exposición de Karel Appel (1965)
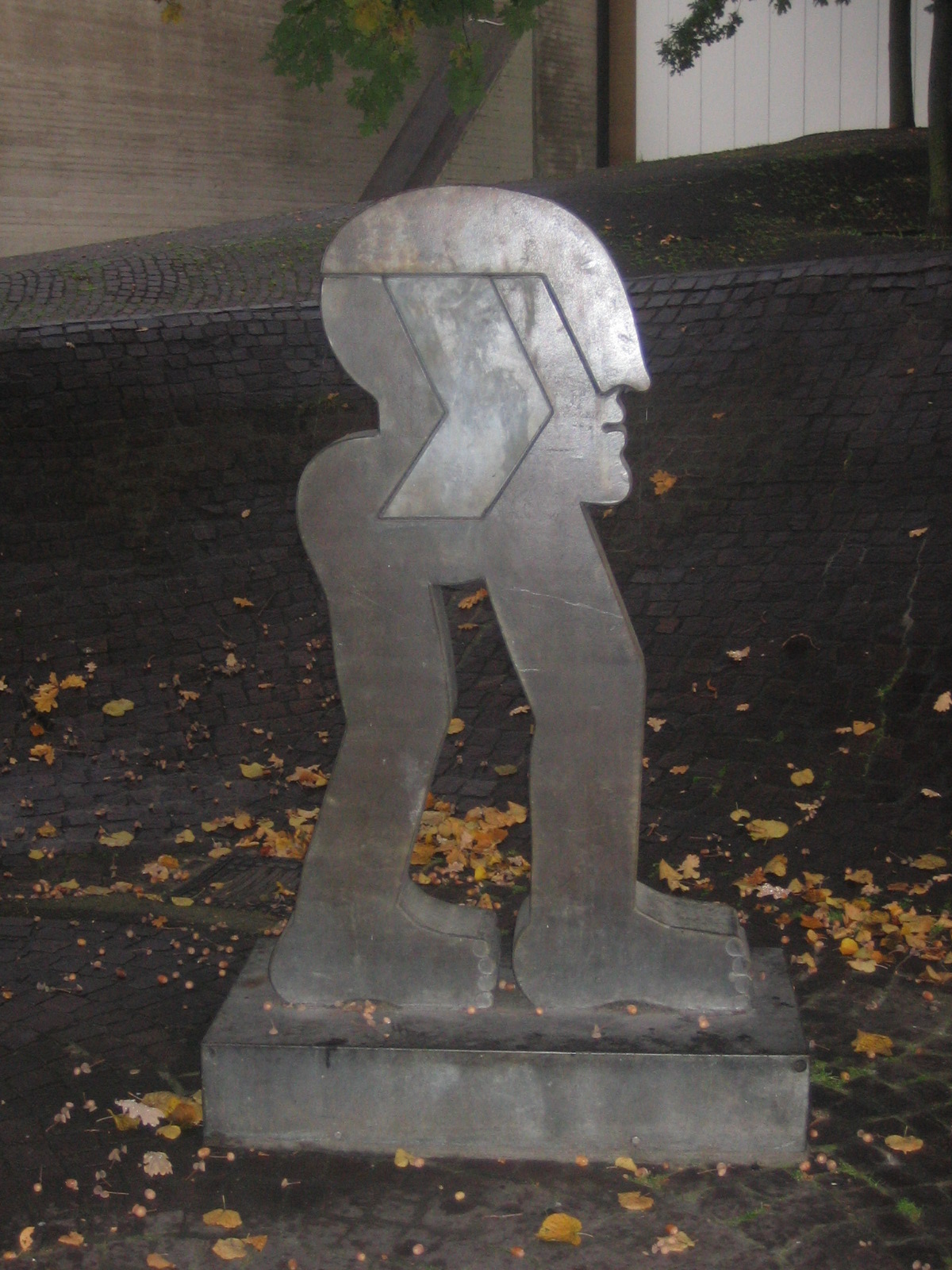
Kopffüßler de Horst Antes.